# Ford Mondeo III
Pour un aperçu complet de tous les modèles de Mondeo, voir Ford Mondeo.
 (mai 2021).
La mise en forme du texte ne suit pas les recommandations de Wikipédia : il faut le « wikifier ».
Les points d'amélioration suivants sont les cas les plus fréquents. Le détail des points à revoir est peut-être précisé sur la page de discussion.
- Les titres sont pré-formatés par le logiciel. Ils ne sont ni en capitales, ni en gras.
- Le texte ne doit pas être écrit en capitales (les noms de famille non plus), ni en gras, ni en italique, ni en « petit »…
- Le gras n'est utilisé que pour surligner le titre de l'article dans l'introduction, une seule fois.
- L'italique est rarement utilisé : mots en langue étrangère, titres d'œuvres, noms de bateaux, etc.
- Les citations ne sont pas en italique mais en corps de texte normal. Elles sont entourées par des guillemets français : « et ».
- Les listes à puces sont à éviter, des paragraphes rédigés étant largement préférés. Les tableaux sont à réserver à la présentation de données structurées (résultats, etc.).
- Les appels de note de bas de page (petits chiffres en exposant, introduits par l'outil «  Source ») sont à placer entre la fin de phrase et le point final[comme ça].
- Les liens internes (vers d'autres articles de Wikipédia) sont à choisir avec parcimonie. Créez des liens vers des articles approfondissant le sujet. Les termes génériques sans rapport avec le sujet sont à éviter, ainsi que les répétitions de liens vers un même terme.
- Les liens externes sont à placer uniquement dans une section « Liens externes », à la fin de l'article. Ces liens sont à choisir avec parcimonie suivant les règles définies. Si un lien sert de source à l'article, son insertion dans le texte est à faire par les notes de bas de page.
- La présentation des références doit suivre les conventions bibliographiques. Il est recommandé d'utiliser les modèles {{Ouvrage}}, {{Chapitre}}, {{Article}}, {{Lien web}} et/ou {{Bibliographie}}. Le mode d'édition visuel peut mettre en forme automatiquement les références.
- Insérer une infobox (cadre d'informations à droite) n'est pas obligatoire pour parachever la mise en page.

Pour une aide détaillée, merci de consulter Aide:Wikification.
Si vous pensez que ces points ont été résolus, vous pouvez retirer ce bandeau et améliorer la mise en forme d'un autre article.
La Ford Mondeo Mk IV (troisième génération), nom de code CD345, a été officiellement dévoilée sous forme de berline cinq portes par Ford fin 2006. Basée sur la plate-forme EUCD développée avec Volvo, la plate-forme était la même que celle utilisée dans les nouveaux grands monospaces Ford Galaxy et Ford S-Max, mais pas la Ford Fusion nord-américaine ou la Mazda 6 au Japon. Elle a également été utilisée pour plusieurs Volvo, à commencer par la Volvo S80 II. La Ford Mondeo de troisième génération est remplacée par une quatrième génération en 2014.

## Histoire
La Ford Mondeo Mk IV est lancée en mai 2007 au Royaume-Uni, où elle est proposée avec cinq niveaux de finition différents : Edge, Zetec, Ghia, Titanium et Titanium X. En février 2008, Ford annonce que sur certains marchés européens, la Mondeo serait disponible avec une nouvelle finition, la Titanium X Sport. Ce modèle vise à ajouter un caractère encore plus «sportif» que la finition Titanium actuelle. En mars 2008, un nouveau moteur Diesel TDCi à rampe commune 2,2 L de 175 ch (128,7 kW) est commercialisé avec la Mondeo, offrant une accélération de 0 à 100 km/h en 8,4 secondes sur la berline et une consommation de carburant de 6,1 L/100 km en ville et sur autoroute combinés (ce moteur a été remplacé par le TDCi 2,0 L de 163 ch renvoyant une consommation de 5,3 L/100 km, avec une perte marginale de performance). En mars 2008, une nouvelle Mondeo ECOnetic basée sur la finition Zetec est sortie. La Mondeo ECOnetic est propulsée par un moteur Diesel TDCI 1,6 L de 115 ch (84,6 kW) qui renvoie des émissions de CO2 de seulement 139 g/km sur la 5 portes.
Bien qu'étant le quatrième modèle de production, après les Galaxy Mk III, S-Max et C-Max, à adopter l'actuel langage de style "Kinetic design" de Ford, le thème de conception de la Mondeo a été présenté pour la première fois avec le concept Ford Iosis au Salon de l'Automobile de Francfort 2005, ce qui a donné une indication sur le look de la Mondeo Mk IV. La nouvelle voiture, dans le style de carrosserie break, a été pré-lancée sous forme de "concept" au Mondial de Paris le 30 septembre 2006.
La nouvelle plate-forme permettait d'utiliser le moteur essence cinq cylindres de Volvo, déjà présent dans les Focus ST et S-Max. En outre, Ford a abandonné les deux moteurs V6 pour cette plate-forme. Les moteurs essence comprennent un 1,6 litre avec deux puissances de sortie (110 ch et 125 ch), un 2,0 litres (145 ch), 2,3 litres (161 ch) pour les modèles avec transmissions automatiques à 6 vitesses uniquement et un moteur cinq cylindres turbo de 2,5 litres avec 220 ch (162 kW). On pensait initialement que les modèles de performance comporterait des moteurs de Jaguar et Volvo, [6] mais après le rachat de Jaguar/Land Rover par Tata, les variantes de performance sont plus susceptibles de présenter d'autres moteurs "maison" de Ford, tels qu'un moteur essence T5 de 2.5 L amélioré (comme dans la Focus RS) ou un moteur Diesel D5 de Volvo et un moteur essence de 2,3 L de Mazda.
La nouvelle Mondeo utilise le nouveau système de direction électro-hydraulique, utilisé pour la première fois sur le C-Max, qui aiguise la réponse de la direction et permet d'économiser du carburant À l'intérieur, la Mk IV est dotée de l'interface homme-machine (IHM) de Ford vue pour la première fois dans le Galaxy et le S-Max, tandis qu'un tableau de bord amélioré avec un écran LCD de 5 pouces (130 mm) pour afficher l'ordinateur de bord et la navigation par satellite est disponible en option sur tous les modèles. Comme dans la Mk III rénovée, les modèles de spécifications de base ont un système de chauffage/climatisation manuel à la place d'un système de climatisation automatique. Autre nouveauté dans la Mk IV, l'option de démarrage du moteur sans clé via un bouton «Ford Power» sur le tableau de bord.
Une initiative promotionnelle pour du placement de produit a fait de la Mondeo Mk IV la voiture de James Bond une scène incidente de Casino Royale, présentant le nouveau modèle au public mondial en novembre 2006, le jour du lancement du film.
Comme pour le modèle précédent, la Mondeo Mk IV n'était pas commercialisée aux États-Unis ou au Canada car Ford y vendait la Fusion, lancée en 2005, de même catégorie. La nouvelle Mondeo n'était pas vendue au Venezuela, au Brésil ou en Colombie parce que la Fusion y était vendue localement, elle n'était ni proposée au Mexique, bien que le modèle Mk III y était populaire. Elle était cependant vendue en Argentine. Au Moyen-Orient et en Amérique centrale, elle était vendue avec la Ford Fusion jusqu'en 2013, date à laquelle la Mondeo Mk V a été introduite. Elle n'était même pas vendue en Afrique du Sud car Ford Afrique du Sud ne voulait pas la vendre après l'arrêt de la production de la Mondeo Mk II, ce qui signifie que la Ford Fusion y était vendue en Afrique du Sud jusqu'en 2015, remplaçant ainsi complètement la Mondeo.
La Mondeo de 2007 a marqué le retour de ce modèle sur le marché australien après une absence de six ans, en raison d'un regain de popularité pour les voitures de taille moyenne au cours des dernières années. C'est en grande partie le résultat du prix élevé du carburant qui pousse les gens à reconsidérer l'achat de grosses voitures comme la Ford Falcon. En Australie, le marketing pour la Mondeo s'est concentré sur le thème que la Mondeo Mark IV a l'air bien mais offre encore plus que du style, avec des publicités télévisées montrant des citations idiotes de célébrités telles que Britney Spears ("Je suis allé dans de nombreux endroits à l'étranger... comme le Canada") entrecoupé de scènes du véhicule et enfin le slogan "plus que de la beauté".
Les ventes initiales ont été bonnes en Australie, malgré les contraintes d'approvisionnement depuis l'Europe limitant le succès de la voiture là-bas. La Mondeo était initialement vendue sous forme de berline à malle et de berline à hayon sur le marché australien, avec des moteurs Diesel ou essence, et en quatre niveaux de finition: LX, TDCi, Zetec et XR5 Turbo. En juin 2009, Ford Australie a annoncé que le badge «Titanium» serait également utilisé sur les Mondeo aux spécifications australiennes, avec la sortie du Mondeo Mk IV break. Seuls les moteurs essence de 2,3 L, essence de 2,5 L et Diesel de 2,0 L y étaient proposés, le moteur de 2.5 L étant le seul modèle disponible avec une transmission manuelle. La Mondeo ECOnetic a également été envisagée pour le marché australien, mais n'a jamais été lancée.

### Lifting
En septembre 2010, une Mondeo Mk IV rénovée à mi-cycle a été introduite avec quelques modifications, telles que des nouveaux moteurs EcoBoost et des feux de jour à LED. Les derniers changements ont été présentés au Salon international de l'automobile de Moscou 2010. L'avant et l'arrière de la voiture ont subi des changements mineurs, le plus important étant le nouveau style du "Kinetic Design". L'intérieur a été amélioré, avec une utilisation de meilleurs matériaux.
La ligne de finition Ghia a été supprimée au Royaume-Uni, de sorte que la Titanium prend le relais en tant que modèles haut de gamme, sur la berline. L'ECOnetic a une consommation aux 100 km plus réduite et des émissions de CO2 encore plus réduites grâce à la technologie Stop-Start. Une version améliorée du moteur Diesel PSA de 2,2 L, délivrant une puissance de 200 ch en bonne santé, est également introduite. Ce lifting est motivé par les révisions similaires du S-MAX, qui a été lancé en août 2010.

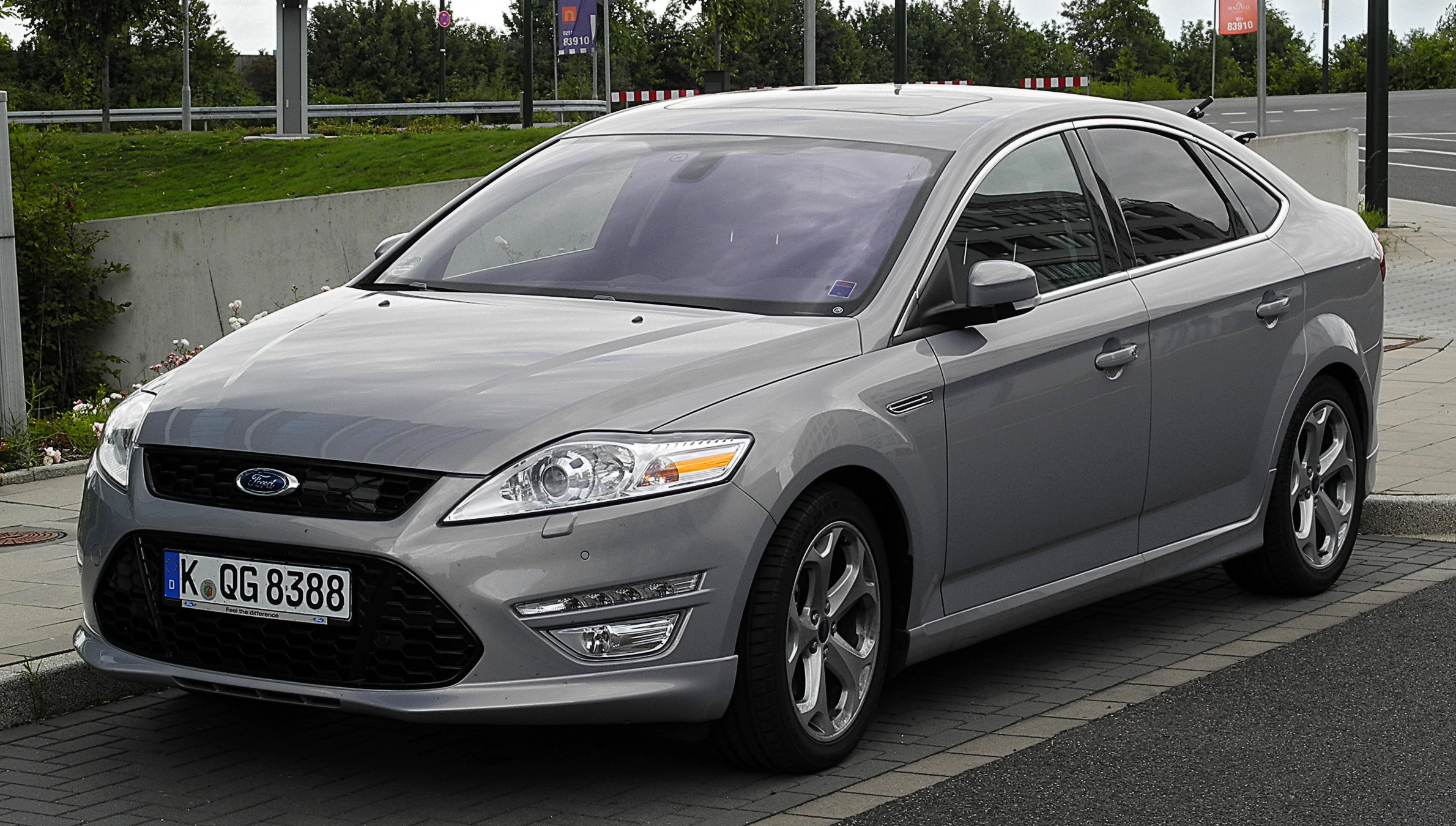
Liftback (facelift)
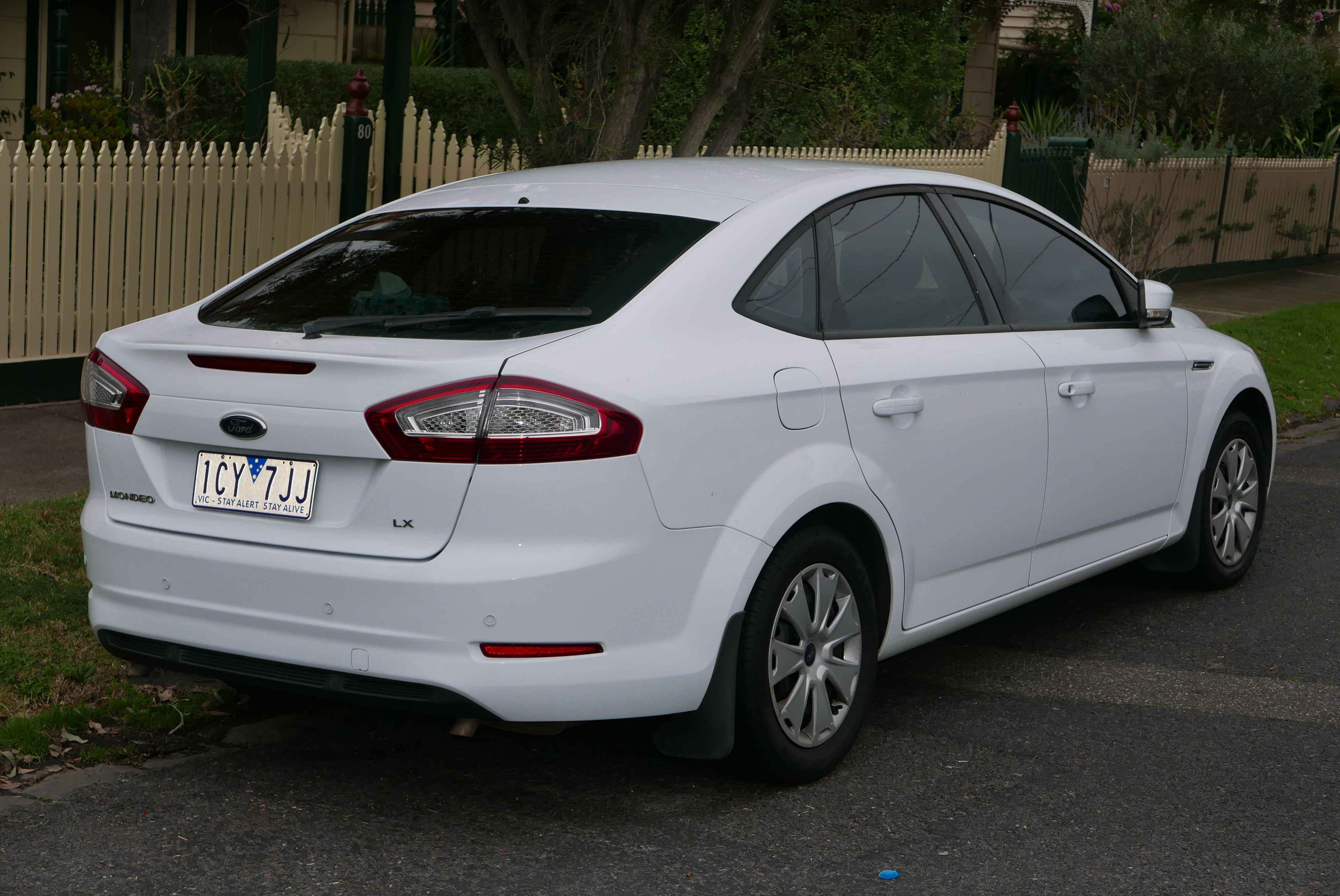
Liftback (facelift)
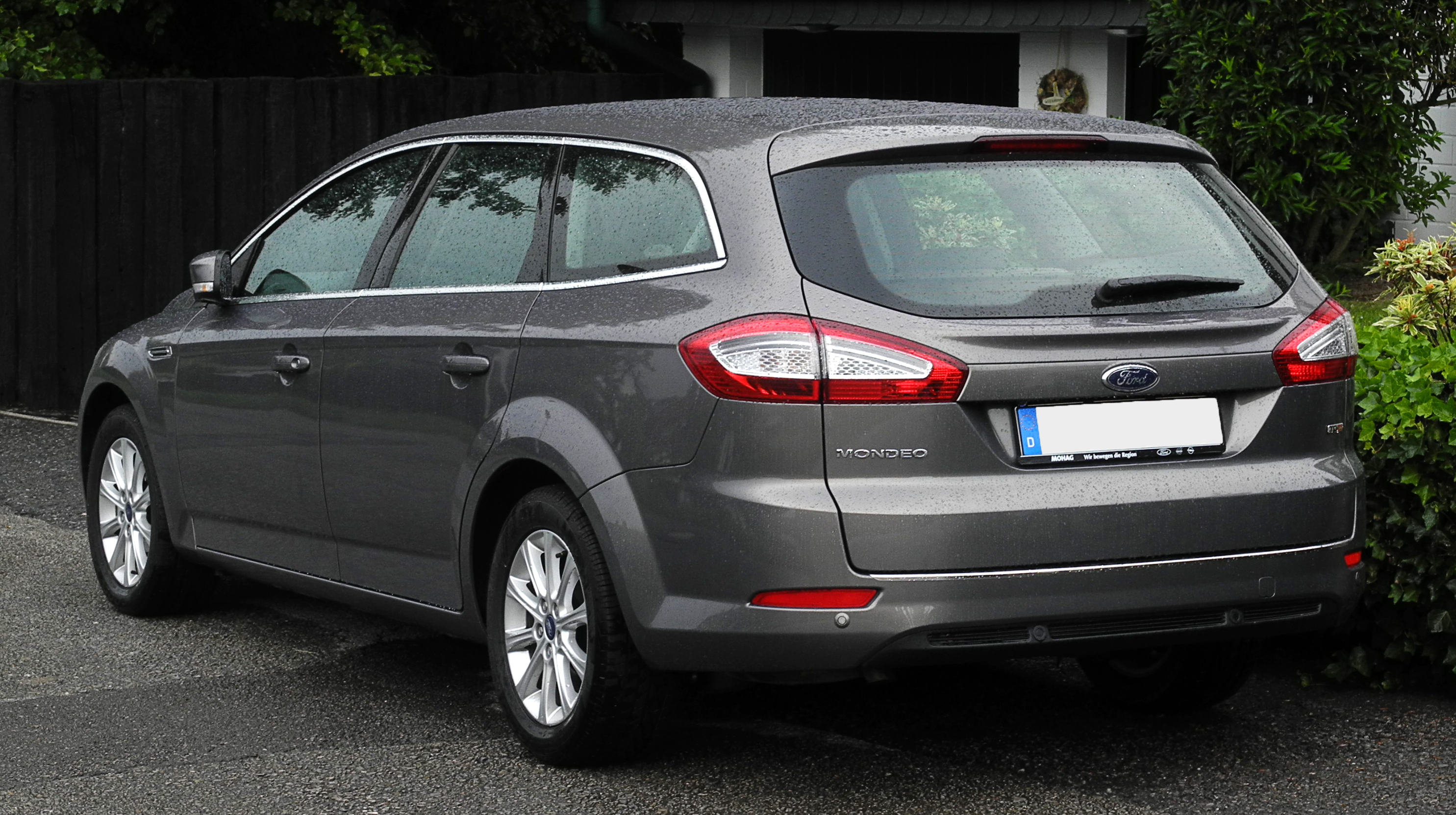
Estate (facelift)

## Niveaux de finition
| Gamme              | Edge | Ambiente | Trend | LX      | Zetec | Zetec Business Edition | ECOnetic | Ghia | Champions Edition | Titanium | Titanium S | Titanium X | Titanium X Sport | XR5 Turbo            |
| ------------------ | ---- | -------- | ----- | ------- | ----- | ---------------------- | -------- | ---- | ----------------- | -------- | ---------- | ---------- | ---------------- | -------------------- |
| Royaume-Uni (2008) | oui  | non      | non   | non     | oui   | non                    | oui      | oui  | non               | oui      | non        | oui        | oui              | non                  |
| Royaume-Uni (2011) | oui  | non      | non   | non     | oui   | oui                    | non      | non  | non               | oui      | non        | oui        | oui              | non                  |
| Allemagne (2011)   | non  | oui      | oui   | non non | non   | non                    | non      | oui  | oui               | oui      | oui        | oui        | non              | non                  |
| Australie          | non  | non      | non   | oui     | oui   | non                    | non      | non  | non               | oui      | non        | non        | non              | oui (arrêté en 2010) |

La gamme irlandaise a les niveaux de finition suivants:
- Style
- ECOnetic
- Zetec
- Titanium X
- Titanium X Sport

La gamme norvégienne a les niveaux de finition suivants:
- Trend
- ECOnetic
- Ghia (arrêté en 2010)
- Titanium
- Titanium X
- Titanium S
- Premium

## Fonctionnalités
Les fonctionnalités hébergées par la Mondeo Mk IV sont:
- Interface homme-machine : Un système si avancé qu'il pouvait déclencher toutes les fonctionnalités de la voiture par activation vocale (Uniquement disponible dans les modèles Zetec et haut de gamme de la Mondeo)
- Surveillance des angles morts : La Mondeo Mk IV pouvait détecter les voitures entrant dans les zones d'angle mort du conducteur, évitant ainsi de tels problèmes.
- Régulateur de vitesse actif : La Mondeo Mk IV pouvait détecter les véhicules roulant devant, ralentissant la voiture jusqu'à la distance de sécurité souhaitée pour ne causer aucun dommage aux usagers de la route.
- Navigation : La Mondeo Mk IV comportait un système NX basé sur Blaupunkt, bien que pas rapide, il était très riche en fonctionnalités.

## Ventes
Malgré les critiques positives des médias automobiles jusqu'à la dernière année de production, cette génération de Mondeo n'a pas été un gros vendeur au Royaume-Uni, sortant du Top 10 des voitures les plus vendues en Grande-Bretagne en 2010, alors qu'un peu plus de 30 000 unités ont été vendues et chutant à un peu plus de 16 000 ventes en 2013 et à moins de 7 000 en 2014. En 2009, elle a été dépassée par sa principale rivale, la Vauxhall Insignia.
Cela l'a placé bien en deçà des concurrentes, comme la BMW Série 3, la Mercedes-Benz Classe C et la Vauxhall Insignia. Cela contraste fortement avec les années 1990, lorsque les ventes de la Mondeo originale dépassaient les 100 000 par an, et même le modèle de deuxième génération a culminé à plus de 80 000 unités en 2001. Il se vendait toujours plus de 50 000 unités par an en 2005. Cependant, la popularité des versions plus chères de la Focus, du SUV Kuga et du S-MAX associé a minimisé l'impact de la baisse de popularité de la Mondeo sur les ventes globales de Ford[citation nécessaire].

## Récompenses
- 2007 : Voiture de l'année d'Auto Express (Selon Auto Express, la Mondeo est: "La meilleure voiture jamais conçue par Ford")
- 2007 : Meilleure voiture familiale d'Auto Express[9]
- 2007 : Meilleur nouveau venu de la famille de Fifth Gear
- 2007 : Voiture de l'année de Top Gear (Voiture commune de l'année, Subaru Legacy Outback)
- 2007 : Meilleure voiture intermédiaire de plus de 28 000 $ de RACV
- 2007 : Meilleure voiture moyenne de l'année de Drive Car[10].
- 2008 : Voiture irlandaise de l'année de Semperit
- 2008 : Meilleur break de What Car ?
- 2008 : Meilleure voiture familiale de What Car ?
- 2008 : Top 10 des voitures de Motor Trend
- 2008 : 10 meilleures voitures de Car and Driver
- 2008 : Meilleure grande berline domestique de Car News Magazine (Taïwan)
- 2008 : Meilleure voiture de performance de conduite de Sina
- 2008 : Meilleure voiture moyenne de l'année de Drive Car[11]
- 2008 : Voiture de remorquage de l'année de The Caravan Club (Mondeo break de 2,5t)
- 2008 : Meilleure voiture familiale d'Auto Express[12]
- 2009 : Meilleur break de What Car ?
- 2009 : Meilleure voiture familiale de What Car ?
- 2009 : Meilleure voiture moyenne de New Zealand Automobile Asoociation
- 2010 : Meilleure voiture moyenne de l'année de Drive Car[13]
- 2011 : Meilleur break de What Car ?
- 2011 : Meilleure voiture familiale de What Car ?
- 2012 : Meilleur break de What Car ?
- 2012 : Meilleure voiture familiale de What Car ?
- 2012 : "La voiture la plus attrayante à conduire pour un homme" de Now Magazine[14]
- 2013 : Meilleur break de What Car ?[15]
- 2013 : Meilleure voiture familiale de What Car ?